# Gamma
Cette page contient des caractères spéciaux ou non latins. S’ils s’affichent mal (▯, ?, etc.), consultez la page d’aide Unicode.
Pour les articles homonymes, voir Gamma (homonymie).
Pour l’article ayant un titre homophone, voir gama.
Gamma (capitale Γ, minuscule γ ; en grec γάμμα), est la troisième lettre de l'alphabet grec. Dérivée de la lettre gaml  de l'alphabet phénicien, elle est l'ancêtre des lettres C, G, Ɣ (gamma) de l'alphabet latin, et des lettres Г et Ґ de l'alphabet cyrillique.

## Usage

### Grec
En grec ancien, gamma représente la consonne occlusive vélaire voisée /ɡ/.
En grec moderne, elle représente une consonne fricative voisée. Elle est réalisée soit comme une palatale /ʝ/ (devant une voyelle antérieure, /e, i/), soit une vélaire /ɣ/ (dans les autres cas).
En grec ancien comme moderne, devant une autre consonne vélaire (κ, χ, ξ, k, kh, ks), gamma représente une consonne occlusive nasale vélaire voisée /ŋ/. Un double gamma γγ note la séquence /ŋɡ/ (variant phonétiquement en [ŋɡ~ɡ]) ou /ŋɣ/.
Dans le système de numération grecque, gamma vaut 3.

Une ligature gamma-epsilon-rho –.

Dans certains styles d’écriture cursive ou dans certaines polices de caractères, comme le Grec du roi, le gamma est utilisé dans plusieurs ligatures comme gamma-epsilon-rho – γερ.

### Sciences
La lettre gamma minuscule représente divers concepts en physique et chimie, dont les photons, les rayons gamma, le facteur de Lorentz, l'indice adiabatique et le rapport gyromagnétique. Elle désigne également en mathématiques la constante d'Euler-Mascheroni.
La lettre gamma majuscule sert entre autres à noter la fonction gamma, la loi Gamma, la circulation (en) en mécanique des fluides et le coefficient de réflexion.
Le gamma est aussi une ancienne unité magnétique (équivalente au nanotesla) et une ancienne unité de masse (équivalente au microgramme).
En janvier 2021, Gamma devient le nom employé pour un nouveau variant du SARS-CoV-2, virus de la COVID-19, apparu au Japon[réf. souhaitée].

### Alphabet phonétique international
Dans l'alphabet phonétique international, un symbole basée sur la forme cursive minuscule du gamma représente la consonne fricative vélaire voisée : ɣ ; ce gamma latin est aussi utilisée comme lettre latine à part entière dans certains alphabets : ‹ Ɣ ɣ ›. Le symbole cornes de béliers, aussi appelé petit gamma, ressemblant parfois à un gamma au-dessus de la ligne de base note la voyelle mi-fermée postérieure non arrondie : ɤ.

## Histoire

### Origine

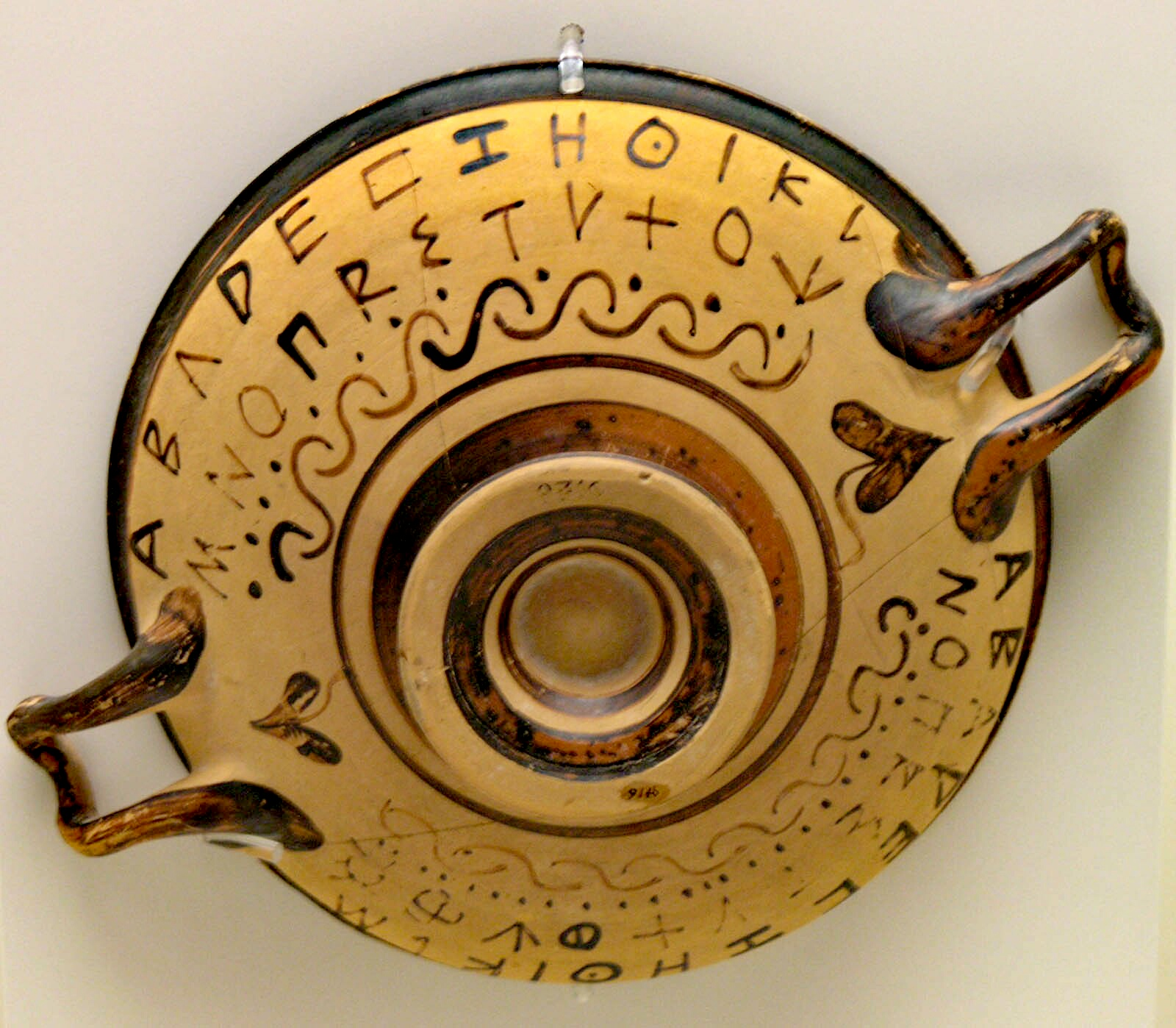
Alphabet grec peint sur la panse d'une coupe attique à figures noires ; le gamma, visible sur la gauche du vase, est constitué de deux traits reliés par un angle aigu, un peu à la manière du Λ actuel.

La lettre gamma tire son origine de la lettre correspondante de l'alphabet phénicien, . Celle-ci provient peut-être de l'alphabet protosinaïtique, une écriture utilisée dans le Sinaï il y a plus de 3 500 ans, elle-même probablement dérivée de certains hiéroglyphes égyptiens ; le hiéroglyphe sur lequel la lettre phénicienne est basée représente un chameau et la lettre phénicienne est elle-même une forte stylisation de ce caractère. L'alphabet phénicien atteint une forme plus ou moins standard vers le XIe siècle av. J.-C. Sa 3e lettre est une consonne (l'alphabet phénicien est un abjad qui ne note pas les voyelles) correspondant probablement au son [g].
L'alphabet grec est créé sur le modèle de l'alphabet phénicien. La troisième lettre de celui-ci est directement utilisée par l'alphabet grec pour noter le son [g]. Sur les premières inscriptions grecques après les siècles obscurs, vers le VIIIe siècle av. J.-C., l'orientation de la lettre correspond à celle de l'alphabet phénicien. Dans les alphabets grecs ultérieurs, elle subit généralement une rotation de 90°. Les différents alphabets grecs archaïques utilisent toutefois une grande variété de formes pour le gamma, certaines ressemblant au lambda Λ (les deux lettres consistent juste en un angle orienté de façon variée). On trouve des formes aussi diverses que  (Attique, Béotie, Corinthe, Égine, Eubée, Ionie, Laconie, Naxos, Thessalie, Tirynthe),  (Milos),  (Crète, Milos, Santorin),  (Attique, Béotie, Cnide, Corinthe, Eubée, Rhodes, Santorin),  (Achaïe, Arcadie, Ithaque, Mégare, Sicyone),  (Argos, Cnide, Rhodes),  (Achaïe),  (Délos, Naxos, Paros),.
La forme actuelle de la lettre provient de l'alphabet utilisé en Ionie, qui est progressivement adopté par le reste du monde grec antique (Athènes passe un décret formel pour son adoption officielle en 403 av. J.-C. ; son usage est commun dans les cités grecques avant le milieu du IVe siècle av. J.-C.).
L'alphabet grec reste monocaméral pendant longtemps. Les formes minuscules proviennent de l'onciale grecque, une graphie particulière créée à partir de la majuscule et de la cursive romaine vers le IIIe siècle et adaptée à l'écriture à la plume, et sont créées vers le IXe siècle. Pendant la Renaissance, les imprimeurs adoptent la forme minuscule pour les polices bas-de-casse, et modèlent les lettres capitales sur les formes des anciennes inscriptions, conduisant le grec à devenir bicaméral.

### Nom
En grec, « gamma » provient de la prononciation sémitique ancienne (qu'on ne peut reconstituer avec précision) et ne signifie rien, ainsi qu'il en est des autres lettres (alpha, bêta, delta, etc.). En revanche, on suppose que le nom de la lettre phénicienne correspondante provient du terme proto-sémitique *gamal (« chameau »). En grec, la lettre est appelée γάμμα (gámma), prononcée /ɡám̚ma/ en dialecte attique, /ɣám̚ma/ en koiné et grec médiéval, et /ɣáma/ en grec moderne. La lettre est parfois écrite « γάμα » (gáma) en grec.

### Dérivés
La lettre gamma est transmise à l'alphabet latin par l'intermédiaire de l'alphabet étrusque, lui-même dérivé de l'alphabet grec « rouge » employé en Eubée — alphabet que les Étrusques apprennent à Pithécusses (Ischia), près de Cumes. Cet alphabet eubéen utilise une forme courbe du gamma : . Il semble que les Romains utilisent tout d'abord la graphie étrusque pour représenter à la fois les sons k et ɡ ; une barre horizontale est ajoutée par le consul Spurius Carvilius Ruga vers 230 av. J.-C. pour les distinguer et créer le G et le différencier du C (un cas unique de création de lettre documentée). En passant dans l'alphabet latin, les lettres ayant perdu leur nom pour se réduire le plus souvent à leur son, le gamma grec est rebaptisé c et g.
Dans l'alphabet cyrillique, le gamma donne naissance aux lettres Г et Ґ.
Dans l'alphabet copte, la lettre conduit à la lettre gamma Ⲅ.
Il est possible que l'alphabet arménien dérive de l'alphabet grec. Dans ce cas, le gim Գ dériverait du gamma.

Gaml phénicien
Gamma épigraphique grec
Gamma grec majuscule moderne
Écriture onciale
Variantes cursives
Variantes minuscules
Gamma grec minuscule moderne
Gamma grec archaïque de l'alphabet eubéen
C étrusque
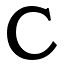
C romain
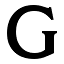
G romain
Ghe cyrillique
Ghe hampé cyrillique
Gamma copte

## Codage
La majuscule Γ possède les codages suivants :
- Unicode : U+0393
- Entité HTML : &Gamma;
- TeX : \Gamma ; {\displaystyle \Gamma }
- DOS Greek : 130
- DOS Greek-2 : 166
- Windows-1253 : 195

La minuscule γ possède les codages suivants :
- Unicode : U+03B3
- Entité HTML : &gamma;
- TeX : \gamma ; {\displaystyle \gamma }
- DOS Greek : 154
- DOS Greek-2 : 216
- Windows-1253 : 227

Le tableau suivant recense les différents caractères Unicode utilisant le gamma:
| Caractère | Représentation | Code    | Bloc Unicode                           | Nom Unicode                                                   |
| --------- | -------------- | ------- | -------------------------------------- | ------------------------------------------------------------- |
| Γ         | Γ              | U+0393  | Grec et copte                          | Lettre majuscule grecque gamma                                |
| γ         | γ              | U+03B3  | Grec et copte                          | Lettre minuscule grecque gamma                                |
| ᴦ         | ᴦ              | U+1D26  | Supplément phonétique                  | Lettre grecque petite capitale gamma                          |
| ᵞ         | ᵞ              | U+1D5E  | Supplément phonétique                  | Lettre modificative minuscule gamma                           |
| ᵧ         | ᵧ              | U+1D67  | Supplément phonétique                  | Lettre modificative grecque gamma souscrit                    |
| ℽ         | ℽ              | U+213D  | Symboles de type lettre                | Gamma minuscule ajouré                                        |
| ℾ         | ℾ              | U+213E  | Symboles de type lettre                | Gamma majuscule ajouré                                        |
| 𝚪         | 𝚪              | U+1D6AA | Symboles mathématiques alphanumériques | Majuscule mathématique grasse gamma                           |
| 𝛄         | 𝛄              | U+1D6C4 | Symboles mathématiques alphanumériques | Minuscule mathématique grasse gamma                           |
| 𝛤         | 𝛤              | U+1D6E4 | Symboles mathématiques alphanumériques | Majuscule mathématique italique gamma                         |
| 𝛾         | 𝛾              | U+1D6FE | Symboles mathématiques alphanumériques | Minuscule mathématique italique gamma                         |
| 𝜞         | 𝜞              | U+1D71E | Symboles mathématiques alphanumériques | Majuscule mathématique italique grasse gamma                  |
| 𝜸         | 𝜸              | U+1D738 | Symboles mathématiques alphanumériques | Minuscule mathématique italique grasse gamma                  |
| 𝝘         | 𝝘              | U+1D758 | Symboles mathématiques alphanumériques | Majuscule mathématique grasse sans empattement gamma          |
| 𝝲         | 𝝲              | U+1D772 | Symboles mathématiques alphanumériques | Minuscule mathématique grasse sans empattement gamma          |
| 𝞒         | 𝞒              | U+1D792 | Symboles mathématiques alphanumériques | Majuscule mathématique italique grasse sans empattement gamma |
| 𝞬         | 𝞬              | U+1D7AC | Symboles mathématiques alphanumériques | Minuscule mathématique italique grasse sans empattement gamma |